# Vodišek
Vodišek [vodíšek] je priimek več znanih Slovenk in Slovencev:
- Anita Vodišek, pevka narodnozabavne glasbe
- Breda Kovič (rojena Vodišek) (1930–2017), umetnostna zgodovinarka, konservatorka, novinarka
- Domen Vodišek, športnik, športni padalec
- Dušan Vodišek, skladatelj, violinist, violinski pedagog
- Janko Vodišek, inženir gradbeništva
- Matjaž Vodišek, klarinetist
- Nadja Vodišek, pianistka
- Oton Vodišek, prejemnik zlate medalje generala Maistra z meči 1992
- Rafko Vodišek, alpinist
- Rok Vodišek (*1998), športnik, nogometaš
- Štefan Vodišek, kapelnik godbe železarjev Štore leta 1950
- Toni Vodišek (*2000), športnik, jadralec na deski s padalom, olimpijec 2024
- Viktor Vodišek (1897–1973), športnik, hokejski trener, športni delavec